# حلزون

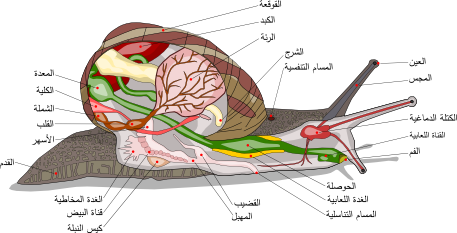
رسم يُظهر تشريح الحلزون

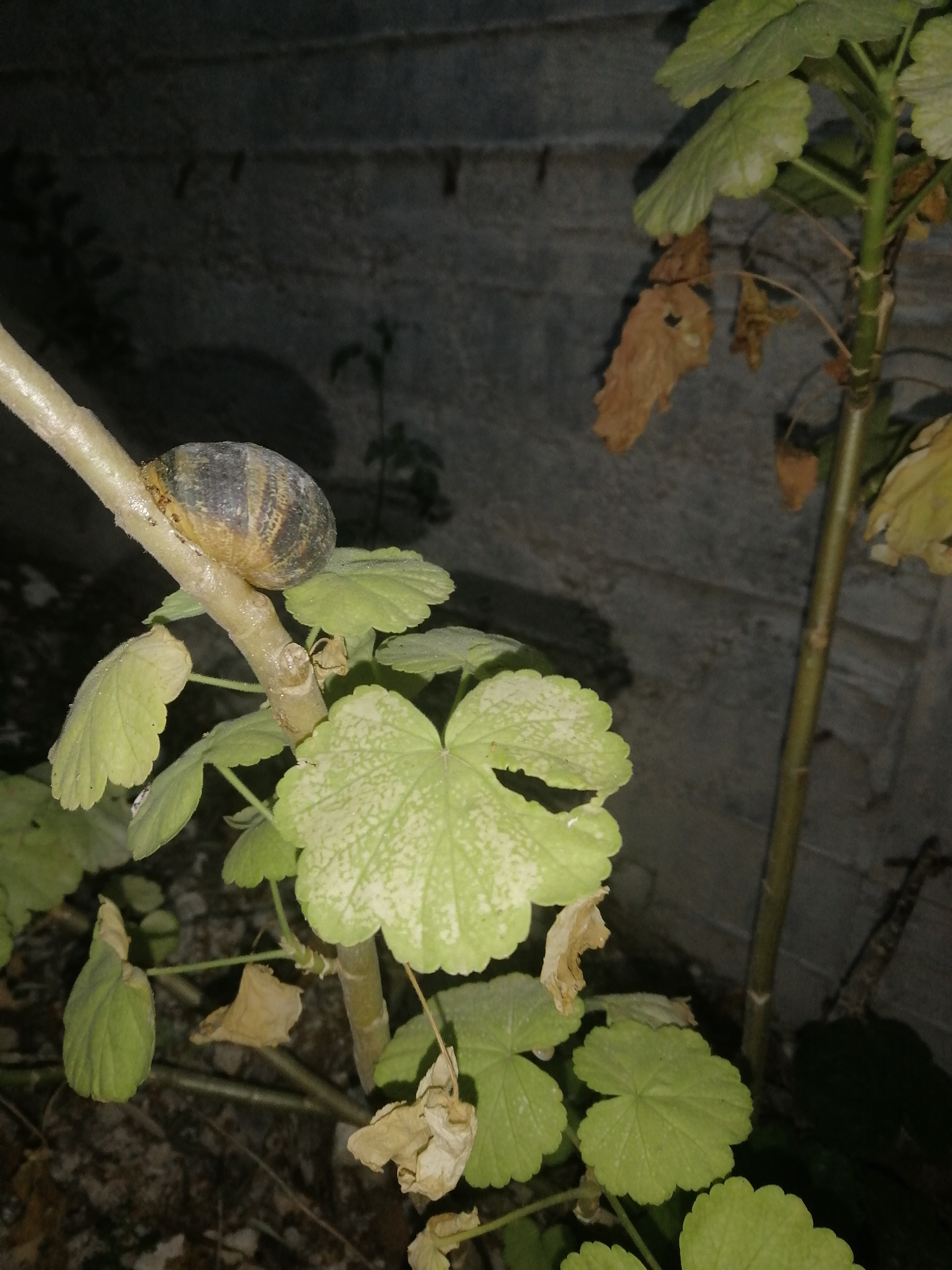
تقبع الحلزونة كطفيلية على نبتة الخبيزة

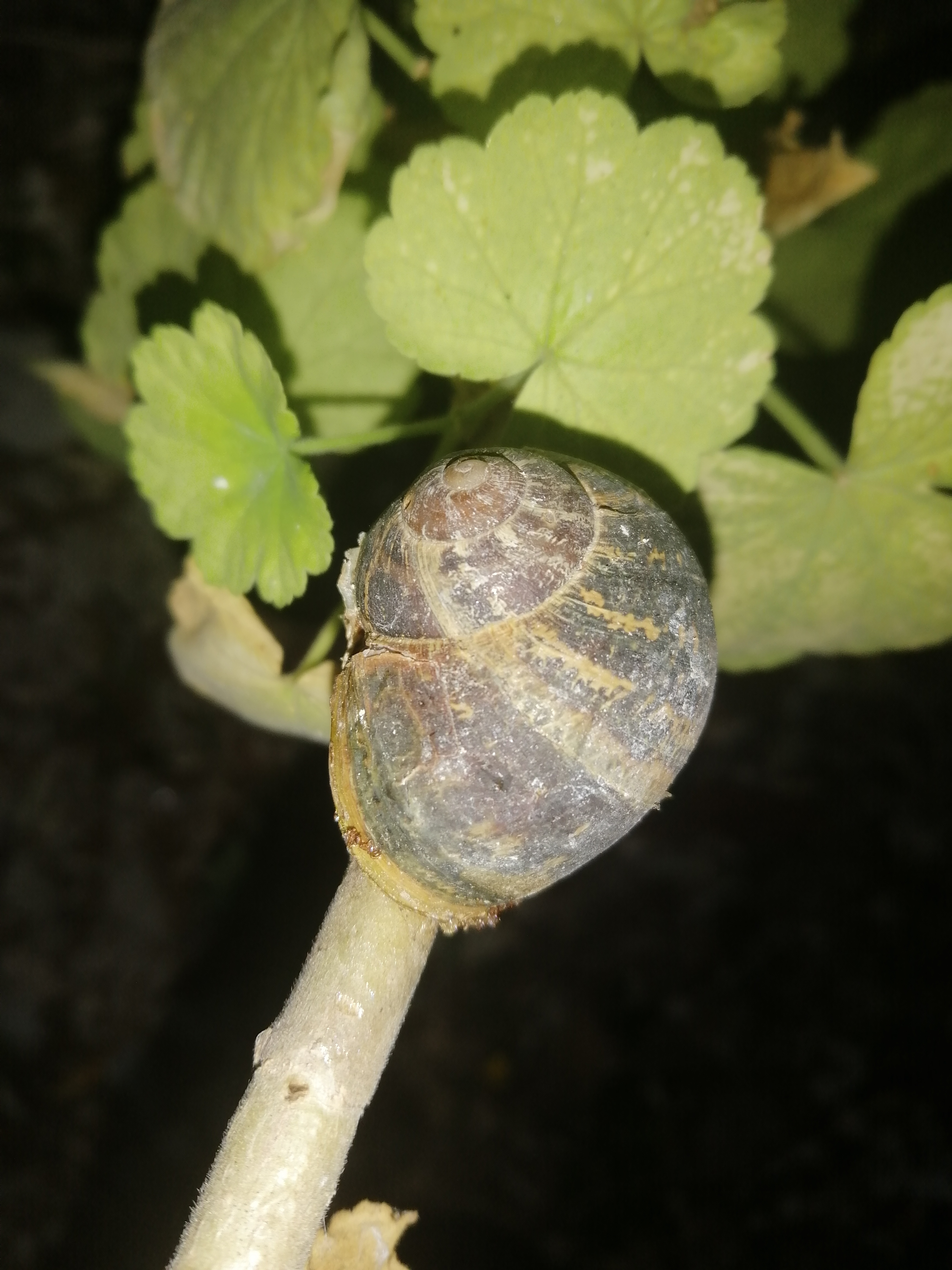
صورة جانبية لحلزونة كبيرة

اسم الحَلَزُون أو الحِلِّز (الجمع: حلازين) يطلق على معظم أفراد طائفة بطنيات القدم الرخوية التي تتخذ صدفات أو قواقع لحماية جسدها الرخوي. تتواجد الحلزونات في الماء العذب، المحيطات والبر.

## الحركة
يتحرك الحلزون بواسطة «قدمه» الذي ينقبض وينبسط، ويفرز مادة مخاطية تعمل على تقليل الاحتكاك بين الأرض وقدم الحلزون ليسهل حركته. يتحرك الحلزون بمتوسط 47 متر في الساعة، تاركاً خلفه أثراً فضياً لامعاً.

## النمو
تحتوي القوقعة على خطوط النمو الرفيعة، موازية للفتحة التي توجد بها، والتي تعادل الأوضاع المتوالية التي يأخذها طرف القوقعة أثناء نمو الحيوان، كما أن الحلزون قادر على إصلاحها.

## السبات
عندما يصوم، يغلق الحلزون قوقعته صانعا على فتحتها صدفة مكونة من طبقة كلسية مخاطية سميكة تحوي ثقوباً لتستمر عملية التنفس، وعندما ينشط الحلزون يفرز مادة تذيب تلك الصدفة ليخرج رأسه وقدمه ويستأنف نشاطه. ذلك السبات يحدث أيضا عندما تنخفض درجات الحرارة لأقل من خمسة عشر درجة أو في فترات الجفاف، أما الحرارة الرطبة فهي تنعشه.

## أقسام جسم الحلزون
- القوقعة: مخروط حلزوني مجوف صلب رقيق تظهر عليه خطوط النمو؛ ويتركب من كربونات الكالسيوم (الكلس) بنسبة 75%، ويتراوح قطرها ما بين 25 إلى 40 ملم، وطولها ما بين 25 إلى 35 ملم، ولها 4 أو 5 التفافات، يتباين لونها من حلزون لآخر، وتنحصر بشكل عام بين اللون البني الداكن إلى الكستنائي ذو خطوط صفراء اللون.
- الجسم الرخو: طري ولزج، بني رمادي اللون، يمكن إدخاله كاملاً إلى داخل الصدفة عند الإحساس بالخطر أو انعدام النشاط خلال فترات البرد أو الجفاف، ويتألف من:

1- الرأس المشفر وفيه فم له ثلاث شفاه، وأربعة مجسات: اثنان قصيران شمّيان متجهان إلى الأسفل مستكشفين الأرض، بينما ينتهي الآخران بالأعين وهما مرفوعان لأعلى.

2-القدم العضلية، وهي فاتحة اللون وناعمة على عكس باقى الجسم الذي يكون غامق اللون ومغطى بخطوط عديدة.

3- المعطف.

4- الكيس الحشوي.

## الحس
إن حاسة البصر عند الحلزون بدائية؛ حيث يقوم الحلزون بتحريك المجسين البصريين لمراقبة الوسط المحيط. ولكن حاسة الشم متطورة بفضل المجسين القصيرين الشميين، وحاسة اللمس لديه أيضاً متطورة، وذلك بفضل الخلايا الحسية التي تتوزع بكثرة في القدم.

## التغذية
إن فم الحلزون مقوس، والشفة العلوية مكشكشة تغطي الفك على شكل شفرة صغيرة حادة وثابتة. ويوجد بالداخل اللسان، وهو خشن ومتحرك (لسان الرخويات)، وله شكل مبرد (مبرشة)، وعليه أسنان كيتينية دقيقة عددها نحو 16000 سن تتجدد باستمرار.
يتكون غذاء الحلزون لا سيما من الأوراق (الكرنب).وأيضًا من الحلويات يفضل أيضا الفاكهة (خاصة الفراولة والشمام). يعد الحلزون من آكلي العشب، ويشكل خطراً على مجموعة كبيرة من النباتات، نظراً للضرر الذي يلحقه بها.

## فتحات الجسم
نرى ثلاث فتحات:
- فتحة التناسل والتبويض.
- الفتحة التنفسية.
- فتحة الشرج والتي يمكن تحديدها عن طريق ظهور خيط رفيع من الفضلات الخضراء.

## النقلوالتنفس
يمتلك الحلزون رئة واحدة تقع في منطقة الجسم المحمية بالقوقعة، ويتم التنفس عن طريق الرئة الوحيدة (تنفس رئوي)، أو عن طريق جلده الرطب (تنفس جلدي).
القلب مؤلف من: أذين، وبطين، وشرايين توزع الدم عديم اللون إلى أنحاء الجسم كلها، ويعد جهاز النقل عند الحلزون جهازاً وعائياً دموياً مفتوحاً.

## التكاثر
الحلزون كائن خنثي (خنثية متقاطعة متوالية)، لكنه لا يلقح نفسه بنفسه؛ لأن النطاف تنضج قبل البويضات، حيث يتزاوج فردان ناضجان جنسياً وتمر النطاف عبر الفوهة التناسلية الموجودة خلف المجس البصري الطويل، ثم يضع كل منهما بيضه في حفر يحفرها بنفسه في الأرض. بعد فترة تمتد من أسبوعين لثلاثة أسابيع، يفقس البيض عن حلزونات صغيرة ذات قواقع شفافة، يصبح ناضجاً بعد ما بين سنة إلى سنتين. ويعمر الحلزون لمدة خمس سنوات تقريبا.

## أماكن الانتشار
ينتشر الحلزون في المناطق المحيطة بالبحر المتوسط وأوروبا الغربية، ما بين شمال غرب أفريقيا وشرق إيبيريا حتى آسيا الصغرى، إضافة إلى بعض الجزر البريطانية، كما يتواجد على نطاق واسع في مناطق أخرى.

## دوره فيالبيئة
- يعد أحد آفات الحدائق
- يعتبر فريسة لأنواع عديدة من الطيور، السحالي، الحشرات المفترسة، وحلزون قاطع الرأس. ولذلك يعتبر أحياناً وسيلة طبيعية للتخلص من الآفات.

تستخدم أيضاً بعض الوسائل الأخرى، كالمبيدات، أو مواد أقل سمية كالثوم المركز، كما تنفر الحلزونات من النحاس، فيمكن وضع شريط نحاسي حول جذوع الأشجار لردع الحلزونات.
- يعتبر هذا النوع من الحلزونات الصالحة للأكل، ويقدم كطبق إسكارغو.
- يتم تربية الحلزونات إما لأغراض تجارية بهدف استخدامها في الأطعمة وخلافها، أو كحيوان أليف.
- يعتبر هذا الحلزون أيضاً أحد مكونات كريمات البشرة أو الجل التي تباع في المجتمعات اللاتينية، وتستخدم هذه المنتجات لعلاج بعض مشاكل البشرة.